# Servicio Meteorológico Nacional de Wichita (Kansas)
El Servicio Meteorológico Nacional de Wichita (Kansas), abreviado por sus siglas en inglés como NWS Wichita, es una oficina de meteorólica local del Servicio Meteorológico Nacional responsable de monitorear las condiciones climáticas de 26 condados al centro, centrosur y sureste de Kansas, incluido el área metropolitana de Wichita y Salina (Kansas).

## Historia
El USASC estableció una oficina meteorológica federal en la región el 13 de junio de 1888.  El 1 de abril de 1930, se inauguró la oficina meteorológica del Aeropuerto Municipal de Wichita (actualmente Base Aérea McConnell). Se enviaron globos piloto a las 5:30 a. m. y p. m. todos los días, y desde el 1 de abril de 1930 hasta el 29 de noviembre de 1940, hubo dos oficinas meteorológicas en Wichita.

### Actualidad
El actual Servicio Meteorológico Nacional de Wichita está ubicado en 2142 de la Calle Tyler, en la parte suroeste de Wichita, cerca del aeropuerto Eisenhower, y es responsable de emitir pronósticos locales y advertencias meteorológicas para el centro, centro sur y sureste de Kansas. Es una de las cuatro oficinas del Servicio Meteorológico Nacional ubicadas en Kansas y una de las siete que prestan servicios al estado. En caso de que la oficina no pueda realizar sus tareas temporalmente, la oficina principal de respaldo del NWS Wichita (que asumiría el control hasta que el NWS Wichita pudiera reanudar el servicio) es la oficina del Servicio Meteorológico Nacional en Topeka (Kansas) con la oficina secundaria de respaldo en Dodge City (Kansas).

## Radio del tiempo NOAA
NWS Wichita opera seis transmisores de radio del tiempo NOAA para dar servicio al centro, centro-sur y sureste de Kansas:
- KEC59, que transmite desde Wichita en la frecuencia 162.550 MHz, presta servicios a los siguientes condados, total o parcialmente: Butler, Cowley, Harper, Harvey, Kingman, McPherson, Reno, Sedgwick y Sumner
- WXK95, que transmite desde Erie en la frecuencia 162.400 MHz, presta servicio a los siguientes condados: Allen, Labette, Montgomery, Neosho, Wilson, Woodson, Bourbon, Cherokee y Crawford.
- WXK92, que transmite desde Ellsworth en la frecuencia 162.400 MHz, presta servicio a los siguientes condados: Barton, Ellsworth, Lincoln, McPherson, Rice, Russell y Saline
- WWH22, que transmite desde Beaumont en la frecuencia 162.500 MHz, presta servicio a los siguientes condados, total o parcialmente: Butler, Chase, Chautauqua, Cowley, Elk, Greenwood y Woodson
- WZ2511, que transmite desde Sharon en la frecuencia 162.400 MHz, sirve a los siguientes condados:
  - En Kansas, Harper, Kingman, Reno, Barber, Pratt y Stafford.
  - En Oklahoma, Alfalfa, Grant y Woods.
- KPS511, que transmite desde Great Bend en la frecuencia 162.500 MHz, presta servicio a los siguientes condados: Barton, Ellsworth, Reno, Rice, Russell, Pawnee, Rush y Stafford.

Nota: Los condados marcados con un § están fuera del área de advertencia del condado de Wichita WFO.